# Monte Rama
Il monte Rama è una montagna dell'Appennino ligure, alta 1148 m s.l.m..

## Caratteristiche
La vetta della montagna è interamente compresa nel Comune di Cogoleto.
Si trova su una cresta secondaria che si diparte dallo spartiacque principale appenninico, in corrispondenza del colletto tra il bric Resonau e la Rocca del Lago, e si dirige in direzione est-sud-est passando per la cima Fontanaccia e proseguendo poi fino alla sommità del monte. Da qui si diparte un'ulteriore cresta che scende verso sud, risalendo alla sommità del bric Camulà, da cui prosegue in direzione sud-est fino ad esaurirsi in prossimità della frazione di Lerca. I versanti ovest e sud sono tendenzialmente brulli, alternando distese prative ad affioramenti rocciosi; i versanti nord ed est, delimitati dalla valle del Lerca, sono invece boscosi, con presenza di pini e faggi. La vetta è ben visibile dai paesi costieri vicini; da Cogoleto la vetta presenta una tipica forma piramidale, mentre da Arenzano si presenta con una forma conica quasi perfetta, unitamente al vicino bric Camulà.
Dal punto di vista geologico, la montagna è un ammasso omogeneo di serpentiniti e serpentinoscisti, facenti parte del complesso delle serpentine di Capanne di Marcarolo, appartenenti a loro volta al gruppo dei calcescisti con pietre verdi di Voltri, risalenti al Giurassico-Cretaceo. In corrispondenza del monte bric Camulà, affiorano alcuni banchi a silicati di calcio (rodingiti).
La montagna è compresa nel territorio protetto del Parco naturale regionale del Beigua.

## Ascensione alla vetta

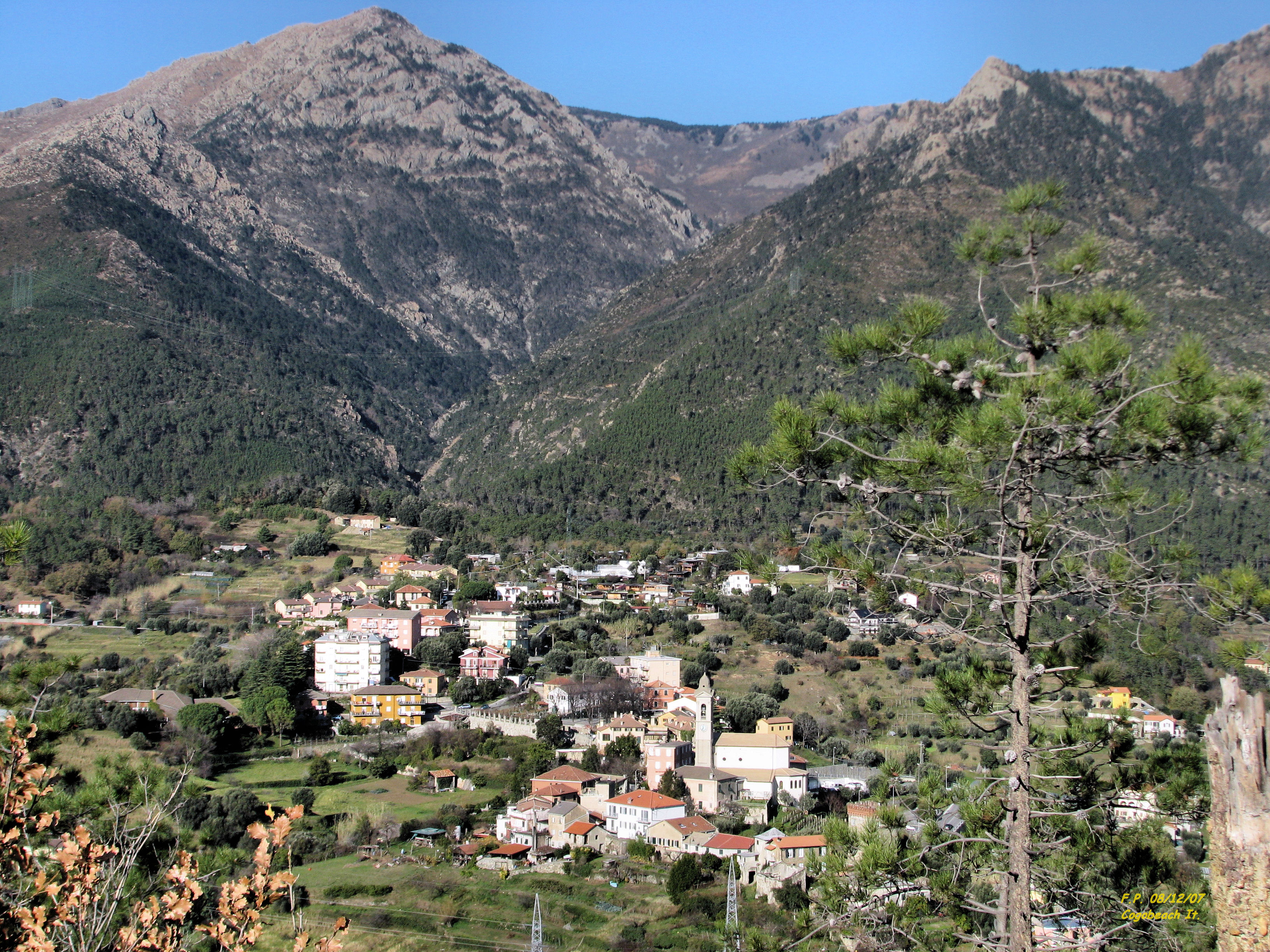
Il monte Rama e il paese di Lerca

Per salire in vetta vi sono diversi itinerari di tipo escursionistico.
Un itinerario lungo ma caratteristico, con diversi spunti di interesse sia naturalistico che storico-etnografico, è quello che partendo dalla frazione Lerca di Cogoleto, risale il vallone del Lerca fino al colletto di bric Resonau, dal quale poi raggiunge la vetta passando in cresta. Il sentiero che percorre questo itinerario è indicato con due linee rosse parallele; il tempo di percorrenza è valutato in 3,15 ore circa, e la difficoltà è data come E.
La cosiddetta via diretta si sviluppa invece sul versante ovest, lungo il sentiero indicato con un cerchio rosso pieno. Il primo tratto è in comune all'itinerario precedente, poi se ne distacca a sinistra per risalire in prossimità della cresta e seguirla fino in vetta, passando sotto il bric Camulà. Anche questo itinerario è valutato come E.

### Arrampicata

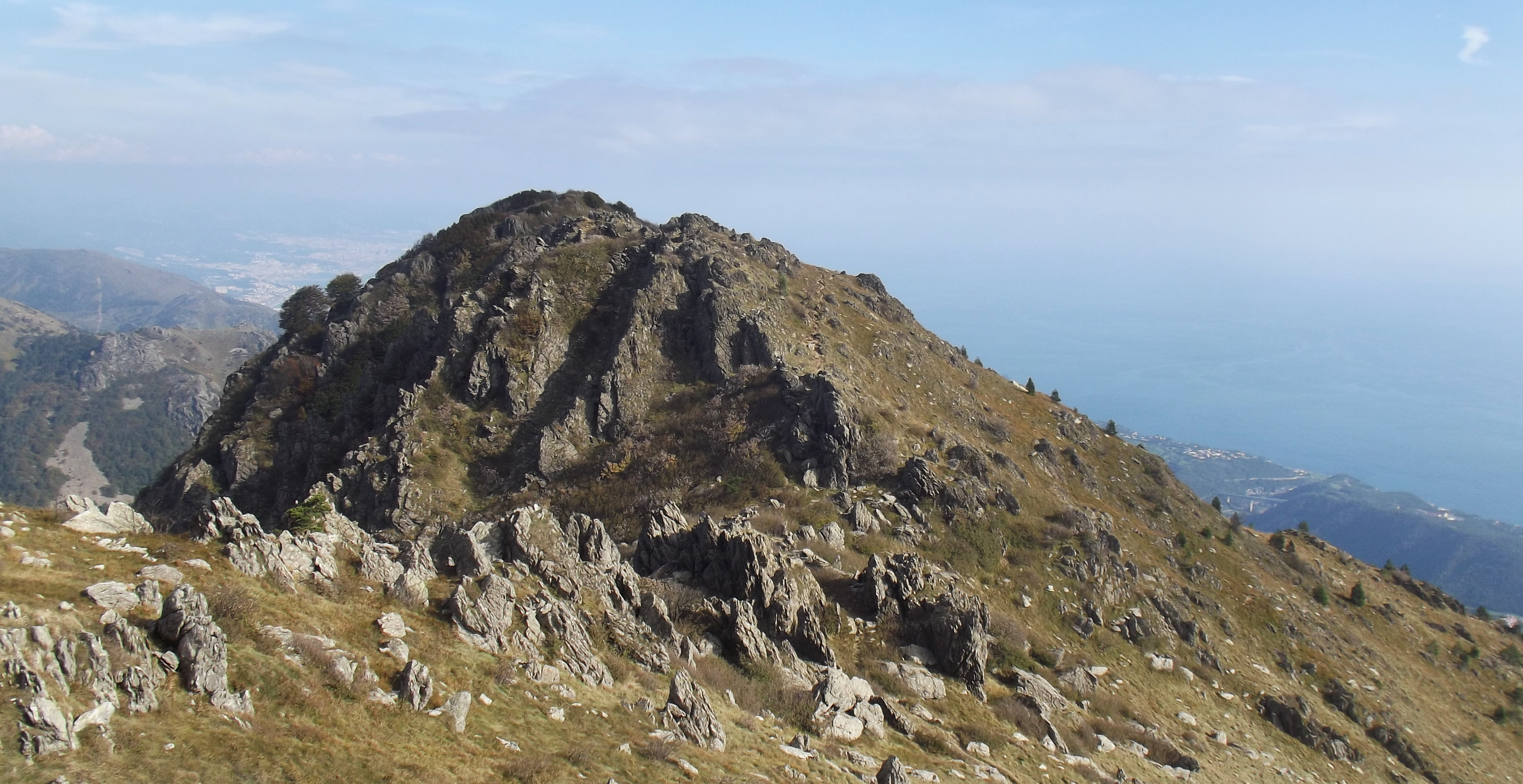
Il versante nord visto dalla cima Fontanaccia.

Sulle pendici del monte Rama e del bric Camulà si sviluppano diverse vie di arrampicata, di diversa difficoltà. Alcune conducono fino in vetta, mentre altre son più limitate. Alcune di esse sono:
- via del nonno (o superdirettissima) - difficoltà F+-PD discontinuo; partenza dal sentiero della via diretta, poco sopra il bric Camulà, segnalata da targa; si sviluppa per circa 300 m tra erba ed affioramenti rocciosi, fino in vetta.[6]
- via Zunino - difficoltà PD discontinuo; dalle opere di presa dell'acquedotto sul rio Lerca, risale per paretine rocciose e pendii erbosi fino alla parte sommitale del sentiero della via diretta.[6] Esiste la possibilità di seguire una variante iniziale, più difficile (PD+), con passaggi fino al IV grado.[7][8]
- via dell'acqua - difficoltà AD- molto discontinuo; dal sentiero "due linee rosse parallele", risale l'alveo di un torrente fino al sentiero della via normale, poco sopra la partenza della via del nonno.[7][9]
- via del vecchio; si sviluppa a poca distanza dalla via del nonno, con passaggi fino al IV grado, raggiungendo la vetta.[7]
- contrafforte est, crestone di destra - difficoltà D; via lunga ed impegnativa, si sviluppa dal vallone del Lerca sul contrafforte est, arrivando a congiungersi con la via Zunino a quota 900 m circa.[10]

## Punti di appoggio
- Rifugio Prato Rotondo